# Hjärter fem
Hjärter fem var ett svenskt dansband som bildades på Tjörn 1974. Gruppen upplöstes 1979. Bandet gav ut två LP-skivor, 1975 - i Våra hjärtan och 1977 - Nya spår.
Den 13 oktober 2007 gjorde Hjärter fem en minnesspelning på Restaurang Haddock i Skärhamn på Tjörn.
Efter bandets upplösning fortsatte bandets gitarrist Sven-Åke Sörensson först som vikarierande gitarrist i dansbanden Kent-Erics och Christie 1979-1985 och han bildade därefter bandet Nyans.

## Medlemmar
- Sven-Åke Sörensson - gitarr.
- Thomas Olsson - elbas.
- Gert-Ola Engblom - gitarr.
- Lennart Arvidsson 1974-1977 - Trummor.
- Lars Karlsson 1977-1979 - Trummor.
- Anders Olsson - keyboard.